# Furnishinidae
Famille
Furnishinidae est une famille appartenant à l'ordre des Paraconodontida, des conodontes primitifs apparus au Cambrien.

## Genres
- †Furnishina
- †Gapparodus
- †Hertzina
- †Proacodus
- †Problematoconites
- †Proscandodus
- †Prosagittodonrus

Selon EOL (28 janvier 2021), il y a un genre:
- †Protohertzina Missarzhevskii, 1973